# Meridian Hall
El Meridian Hall es un centro de artes escénicas situado en Toronto (Ontario, Canadá) y el teatro más grande del país. El edificio fue construido para el Ayuntamiento de Toronto y actualmente es gestionado por TO Live, una organización sin ánimo de lucro creada por el Ayuntamiento.  Situado en el 1 de Front Street East, fue inaugurado con el nombre de O'Keefe Centre el 1 de octubre de 1960. Entre 1996 y 2007, el edificio fue conocido como el Hummingbird Centre for the Performing Arts. Entre 2007 y 2019, fue llamado Sony Centre for the Performing Arts. El 15 de septiembre de 2019, fue renombrado Meridian Hall.
En 2008, el Ayuntamiento de Toronto lo designó como un edificio patrimonial. En ese mismo año, fue sometido a obras de restauración de elementos como la marquesina y el mural del vestíbulo de York Wilson, titulado Las siete artes vivas. Se restauraron la madera, el latón y el mármol, así como los asientos para los espectadores. También se realizaron mejoras en los suelos, se construyeron unos nuevos aseos y se reconfiguraron los espacios del vestíbulo. Tras dos años de obras, el edificio reabrió el 1 de octubre de 2010, cincuenta años después de su primera noche inaugural.

## Historia
El Meridian Hall fue construido en terrenos ocupados anteriormente por una serie de edificios comerciales, incluido el de la Canadian Consolidated Rubber Company, y previamente albergaron la estación de ferrocarril del Great Western Railway, convertida posteriormente en el Mercado de Frutas de Toronto.

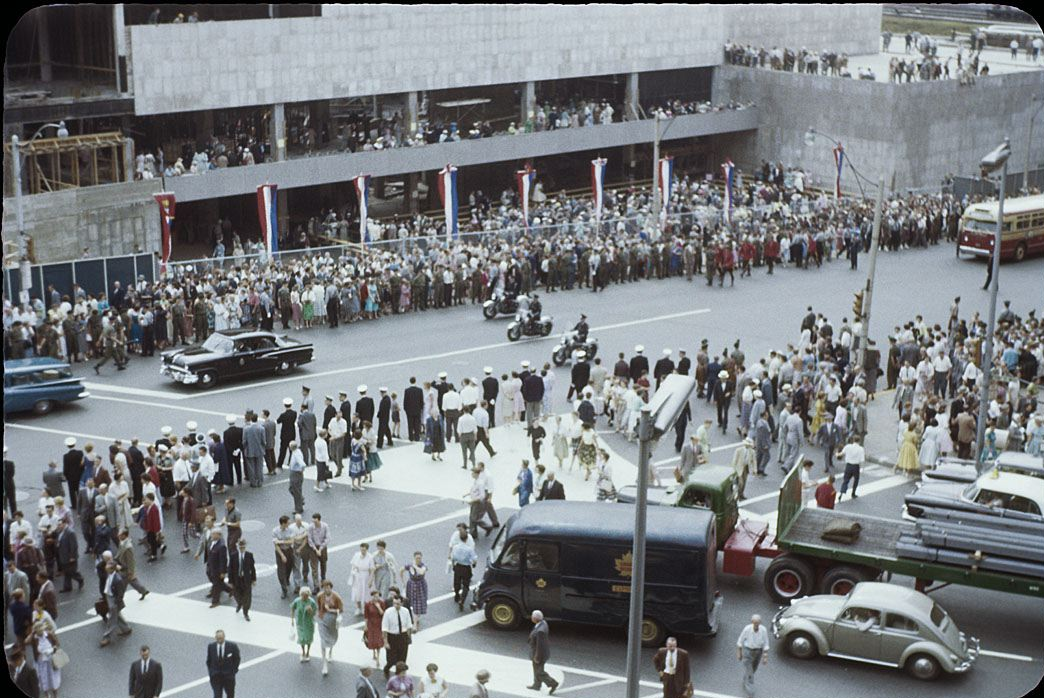
La comitiva de la reina Isabel II pasa junto al centro, todavía en construcción, en 1959.

La idea de construir un centro de artes escénicas que pudiera satisfacer las necesidades de una ciudad cada vez más dinámica es casi veinte años anterior a la inauguración del edificio. A mediados de la década de 1940, el entonces concejal Nathan Phillips pidió a los industriales de Toronto que financiaran la construcción de un centro multiusos para el teatro, la música y la danza, pero la respuesta a la petición de Phillips no fue inmediata. E. P. Taylor, el director de Canadian Breweries, propietaria de O'Keefe Brewing, se ofreció a principios de 1955 para construir un centro de artes escénicas que no solo satisfaría las necesidades de las instituciones locales, sino que también aumentaría la diversidad de las opciones de entretenimiento disponibles en Toronto. El Ayuntamiento de Toronto aceptó inmediatamente la propuesta, aunque no fue hasta 1958 cuando se aprobó definitivamente el proyecto. Entre otros, portavoces de la Iglesia Unida de Canadá expresaron su oposición a que el dinero procedente de la venta de cerveza se usara para el desarrollo de la comunidad. Taylor encargó a uno de sus principales ejecutivos, Hugh Walker, que supervisara la construcción del que sería conocido, durante sus primeros treinta y seis años, como el O'Keefe Centre.
El O'Keefe Centre fue inaugurado el 1 de octubre de 1960 con una gala con alfombra roja. La primera actuación fue el estreno del musical de Broadway Camelot de Lerner y Loewe, producido por Alexander H. Cohen y protagonizado por Richard Burton, Julie Andrews y Robert Goulet. A Camelot siguieron otros musicales con actores como Ethel Merman, Mickey Rooney, Angela Lansbury, Alfred Drake, Yul Brynner, Carol Channing, Pearl Bailey, Katharine Hepburn y Rudolf Nuréyev.

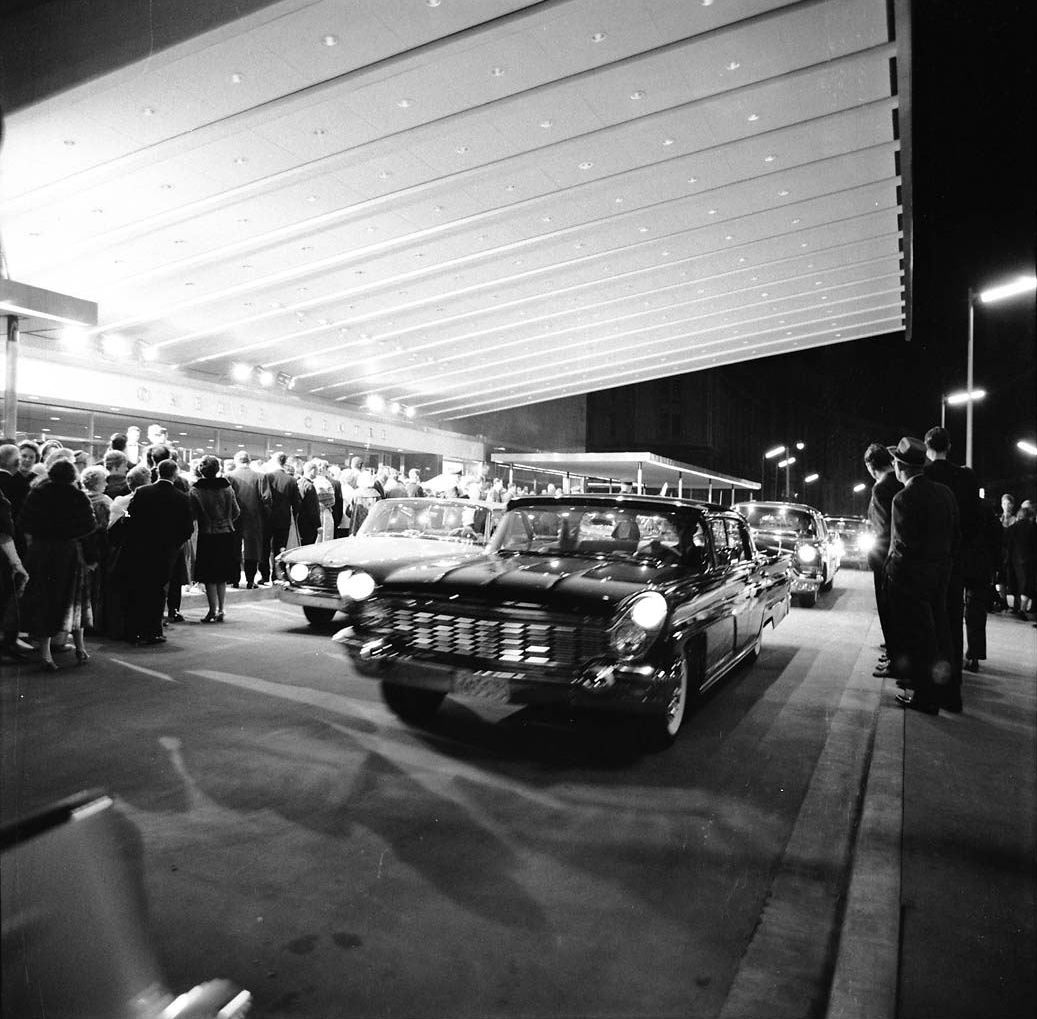
La noche inaugural del O'Keefe Centre en octubre de 1960.

También dieron conciertos en el centro de artes escénicas cantantes de música popular como Bob Dylan, Janet Jackson, Elton John, Steve Earle, Leonard Cohen, Elvis Costello (noviembre de 1978), David Bowie (junio de 1974) o Lou Reed (junio de 2000), y grupos como los Grateful Dead, The Who, Jefferson Airplane (agosto de 1967), Led Zeppelin (noviembre de 1969), Radiohead (junio de 2006), The Carpenters, The Clash (septiembre de 1979) o Beastie Boys (septiembre de 2007).
Otros artistas que han actuado en el escenario del edificio, ya sea en actuaciones en solitario, revistas o espectáculos de jazz, son Louis Armstrong, Duke Ellington, Marlene Dietrich, Diana Ross, Anne Murray, Tom Jones, Danny Kaye, Judy Garland, Sammy Davis Jr., Bill Cosby, Jack Benny, Liza Minnelli y Liberace. También ha albergado representaciones de ballet y danza a gran escala: el Ballet Nacional de Canadá realizó en él una actuación por temporada desde 1964 hasta 2006, además de recibir visitas frecuentes del Real Ballet de Winnipeg y Les Grands Ballets Canadiens. El centro ha albergado también a una amplia gama de compañías internacionales de danza como Les Ballets Africains, el Ballet Real del Reino Unido, el Ballet de Nueva York, el Teatro de Danza de Harlem, el Ballet Nacional de Holanda, el Ballet Nacional de Cuba, el Teatro de Danza Estadounidense Alvin Ailey o el Ballet Folklórico de México, así como a las compañías de ballet Kírov y Bolshói de la entonces Unión Soviética. En 1974, durante una visita de la compañía Bolshói, un joven Mijaíl Barýshnikov desertó de la Unión Soviética escapando del edificio hacia un automóvil que lo estaba esperando para que huyera, ayudado por el político Jim Peterson y el empresario Tim Stewart.
Al igual que el Ballet Nacional de Canadá, la Compañía de Ópera de Canadá hizo del centro su sede desde 1961 hasta 2006. Muchos de los cantantes más célebres de Canadá, así como muchas estrellas internacionales de la ópera, han actuado en el centro en producciones de esta compañía. Además, aunque en la actualidad la ópera itinerante es poco común, en sus primeros años albergó actuaciones de la Ópera Metropolitana de Nueva York y de intérpretes como Birgit Nilsson, Plácido Domingo y Renata Scotto.

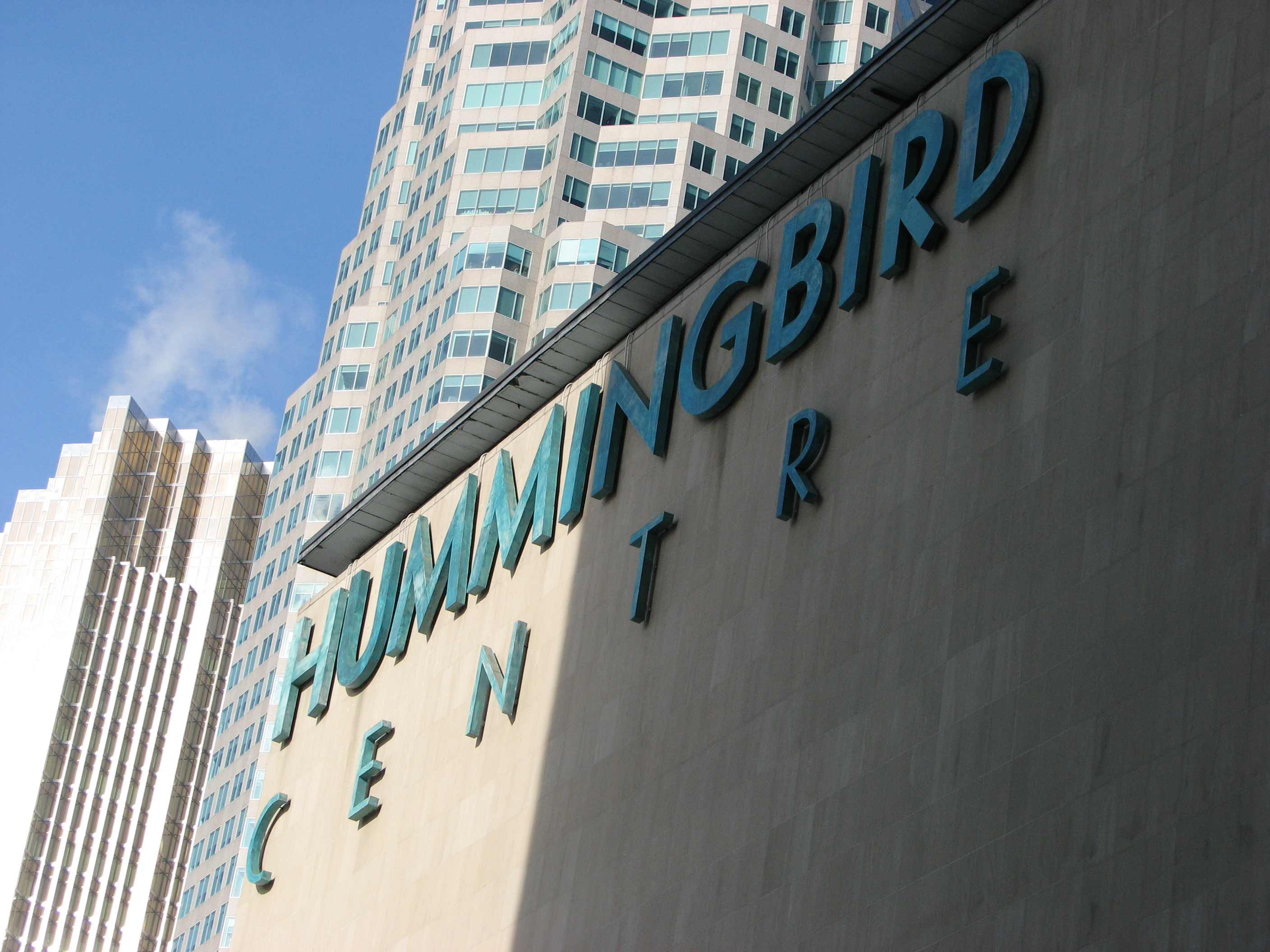
Letrero del edificio en 2007. Entre 1996 y 2007, se llamaba Hummingbird Centre.

A principios de febrero de 1996, el edificio fue renombrado Hummingbird Centre en reconocimiento a un importante regalo de una empresa canadiense de software, Hummingbird Communications Ltd. La donación de 5 millones de dólares permitió que el centro emprendiera varias mejoras y reparaciones importantes, incluida la instalación de un ascensor y de un sistema de refuerzo acústico para el auditorio. En octubre de 2006, OpenText compró Hummingbird y decidió no renovar su contrato con el centro. En septiembre de 2007, Sony compró los derechos sobre el nombre del centro por 10 millones de dólares y empezó una asociación de diez años.
Cuando en 2006 el Ballet Nacional y la Compañía de Ópera de Canadá se trasladaron al nuevo Four Seasons Centre, dejaron un hueco importante en la programación del teatro. En este momento, pasó a tener una programación más multicultural con la inclusión de contenidos dirigidos a las numerosas diásporas étnicas de Toronto. Entre las actuaciones destacables que reflejan esta tendencia están La última emperatriz (un musical histórico coreano), la Compañía de Danza Ucraniana Virsky, el coro de góspel Soweto de Sudáfrica, los guerreros chinos de Shaolin, Ricky Cheng, el grupo trinitense David Rudder & Friends y el Club Tropicana.
En 2006, el Ayuntamiento de Toronto aprobó la construcción de un rascacielos residencial detrás del centro. Diseñado por el arquitecto Daniel Libeskind, quien también diseñó la ampliación del Museo Real de Ontario, la L Tower fue construida en la esquina suroeste de la parcela. El Sony Centre cerró el 26 de junio de 2008 para ser sometido a obras de renovación, y fue reinaugurado el 1 de octubre de 2010. En junio de 2012, el Sony Centre albergó el estreno en Canadá de la ópera Einstein en la playa de Philip Glass y Robert Wilson.
El 21 de enero de 2019, el Ayuntamiento de Toronto anunció que había alcanzado un acuerdo por quince años y 30.75 millones de dólares con la Meridian Credit Union, que implicó el cambio del nombre del Sony Centre por Meridian Hall, y el del Toronto Centre for the Arts por Meridian Arts Centre. Estas dos instituciones adoptaron formalmente sus nuevos nombres el 15 de septiembre de 2019.

## Arquitectura

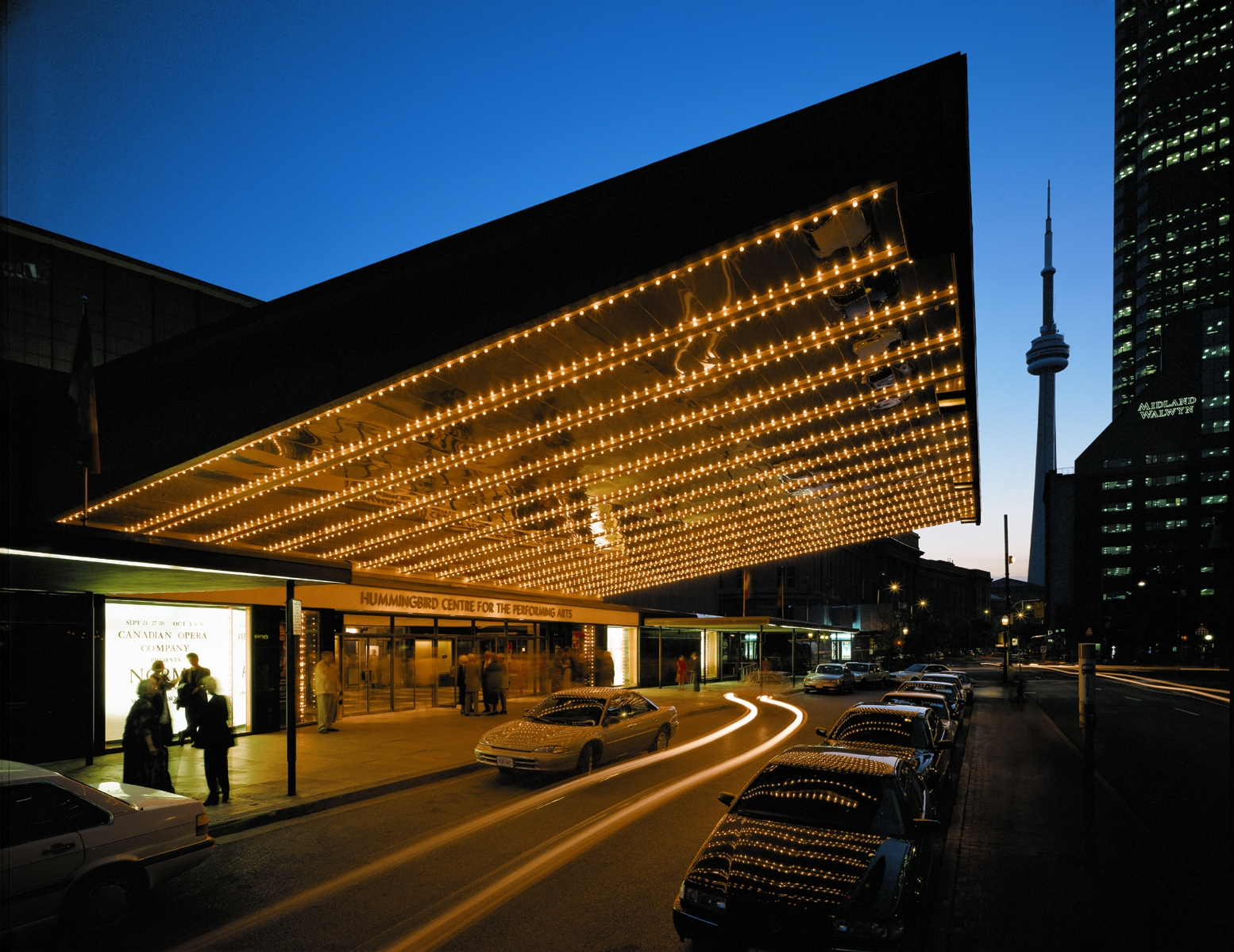
La entrada al Meridian Hall por la noche.

Diseñado por Peter Dickinson, el Meridian Hall es un ejemplo de la arquitectura moderna de mediados del siglo xx. Tiene cuatro plantas de altura y está compuesto por tres volúmenes principales: la entrada, el auditorio y la torre de la tramoya. El volumen central es simétrico y tiene una planta abierta, sin interrupciones. Estructuralmente, el edificio está soportado por celosías de acero y hormigón. El auditorio cuenta con un sistema acústico que proporciona a la audiencia la sensación de que el sonido los rodea.
La mayoría de los materiales de construcción originales se conservan todavía en el edificio. Entre los materiales usados se encuentran: caliza de Alabama, vidrio, granito, cobre, bronce, mármol de Carrara, moqueta, paneles de contrachapado de cerezo y jacarandá de Brasil. El Meridian Hall tiene una gama de materiales muy diversa y los utiliza de tal manera que no se ven eclipsados por las singulares formas del edificio.
El interior contiene un grandioso vestíbulo de doble altura con techo a casetones, un mural de 30 metros de anchura del famoso artista torontoniano York Wilson, escaleras en voladizo, puertas de bronce pulido y un auditorio con forma de abanico y un balcón curvo.